# راتشيل كروفورد
راتشيل كروفورد (بالإنجليزية: Rachael Crawford)‏ هي ممثلة كندية، ولدت في 1969 بتورونتو في كندا. بدأت مشوارها المهني سنة 1986.

## وصلات خارجية
- راتشيل كروفورد على موقع IMDb (الإنجليزية)
- راتشيل كروفورد على موقع ألو سيني (الفرنسية)
- راتشيل كروفورد على موقع أول موفي (الإنجليزية)
- راتشيل كروفورد على موقع قاعدة بيانات الأفلام السويدية (السويدية)
- راتشيل كروفورد على موقع قاعدة بيانات الفيلم (الإنجليزية)
- راتشيل كروفورد على موقع كينوبويسك (الروسية)